# Ларссон, Аннели
Сюзанне Мари Аннели Ларссон-Биркехольме (швед. Susanne Marie Annelie Larsson-Birkeholme; род. 23 августа 1964, Стокгольм) — шведская гребчиха, выступавшая за сборную Швеции по академической гребле в 1980-х годах. Обладательница бронзовой медали юниорского чемпионата мира, победительница и призёрка первенств национального значения, участница двух летних Олимпийских игр.

## Биография
Аннели Ларссон родилась 23 августа 1964 года в Стокгольме, Швеция. Занималась академической греблей на острове Соллерён озера Сильян, проходила подготовку в местном одноимённом клубе Sollerö IF.
Впервые заявила о себе в гребле на международном уровне в сезоне 1982 года, когда вошла в состав шведской национальной сборной и выступила на юниорском мировом первенстве в Пьедилуко, где в зачёте одиночек выиграла бронзовую медаль.
Благодаря череде удачных выступлений удостоилась права защищать честь страны на летних Олимпийских играх 1984 года в Лос-Анджелесе — в программе женских одиночек сумела квалифицироваться лишь в утешительный финал В и в конечном счёте закрыла здесь десятку сильнейших.
После лос-анджелесской Олимпиады Ларссон осталась действующей спортсменкой на ещё один олимпийский цикл и продолжила принимать участие в крупнейших международных регатах.
Находясь в числе лидеров шведской гребной команды, в 1988 году благополучно прошла отбор на Олимпийские игры в Сеуле — на сей раз расположилась в итоговом протоколе одиночек на 11-й строке.